# Shi Tiesheng
Shi Tiesheng (Pequim, 5 de janeiro de 1951 - 31 de dezembro de 2010) foi um escritor chinês.
Autor de O Templo da Terra e Eu e Vida em uma Corda e ganhador do Prêmio Lu Xun, Shi é um dos escritores chineses que sofreram a paralisação da educação e da cultura durante a Revolução Cultural, realizada por Mao Tsé-tung entre 1966 e 1976.